# Juan Antonio Barrio de Penagos
Juan Antonio Barrio de Penagos (n. el 19 de junio de 1953 en Madrid, España) es diputado socialista por Madrid y el portavoz federal de la corriente Izquierda Socialista.
Barrio de Penagos es licenciado en Ciencias Biológicas y Farmacia. Técnico de Marketing Farmacéutico. Miembro del Comité Federal del PSOE. Diputado en la Asamblea de Madrid (1988-1999). Portavoz de Economía (1995-1999).

## Actividad Profesional
- Vocal de la Comisión Constitucional
- Vocal de la Comisión de Economía y Hacienda
- Vicepresidente Primero de la Comisión de Presupuestos
- Vocal de la Comisión Mixta para la Unión Europea

### Ficha parlamentaria
- Diputado de la VIII Legislatura (PSOE)
- Diputado de la IX Legislatura (PSOE)

| Predecesor: Antonio García Santesmases | Portavoz federal de Izquierda Socialista 2000 - | Sucesor: en el cargo |

- Datos: Q5947220